# Pocketful of Sunshine
Pocketful of Sunshine è il terzo album della cantante inglese Natasha Bedingfield, pubblicato il 22 gennaio 2008. Il primo singolo, uscito ottobre 2007 è Love Like This, duetto con Sean Kingston.

## Tracce
1. Put Your Arms Around Me
2. Pocketful of Sunshine
3. Happy
4. Love Like This featuring Sean Kingston
5. Piece of Your Heart
6. Soulmate
7. Say It Again
8. Angel
9. Backyard
10. Freckles
11. Who Knows
12. Pirate Bones
13. Not Givin' Up

## Classifiche
| Classifica (2008) | Posizione massima |
| ----------------- | ----------------- |
| Canada            | 13                |
| Stati Uniti       | 3                 |